# Pfarrkirche Kaning

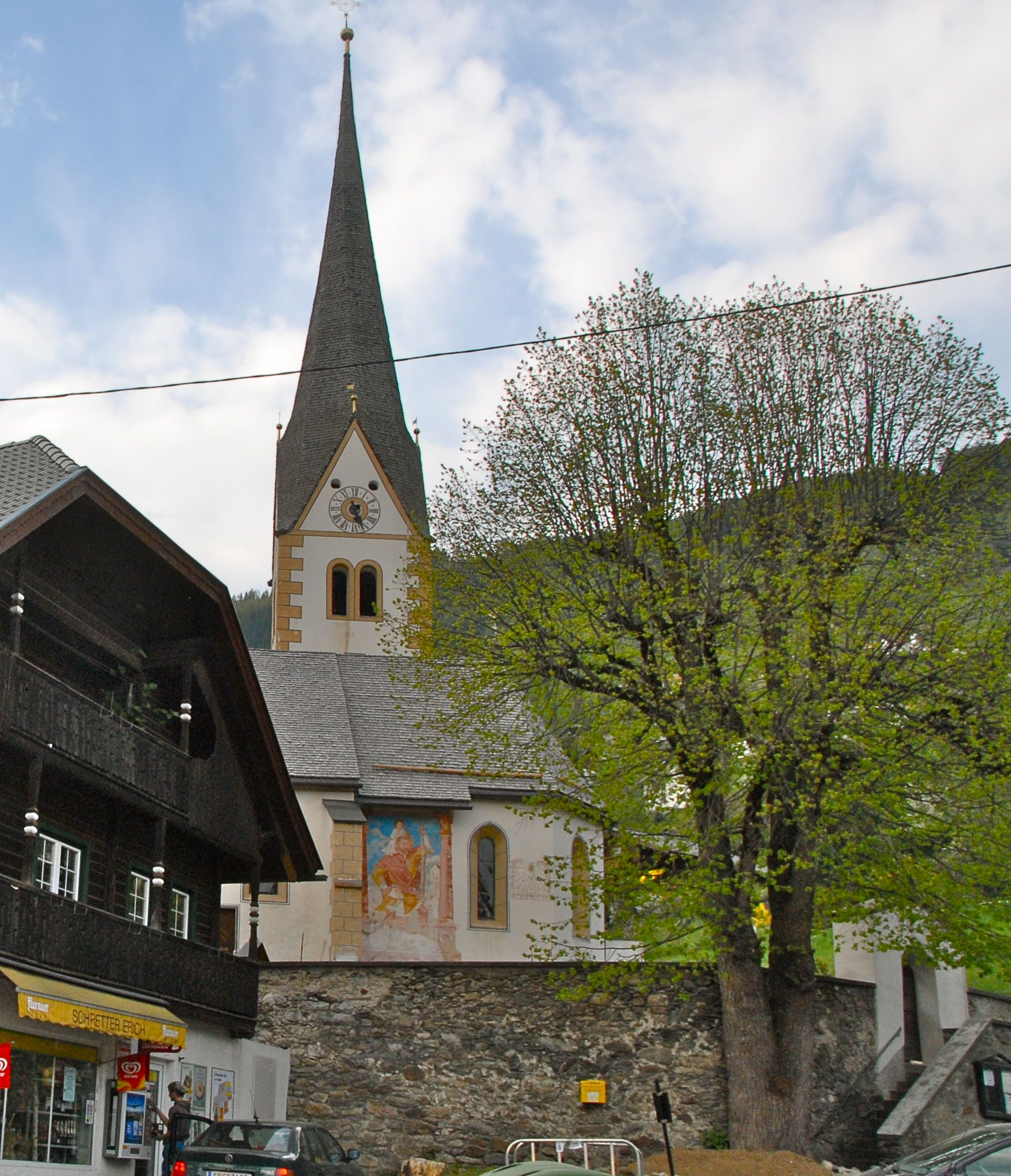
Pfarrkirche hl. Johannes der Täufer mit bemerkenswertem Fresko Christophorus

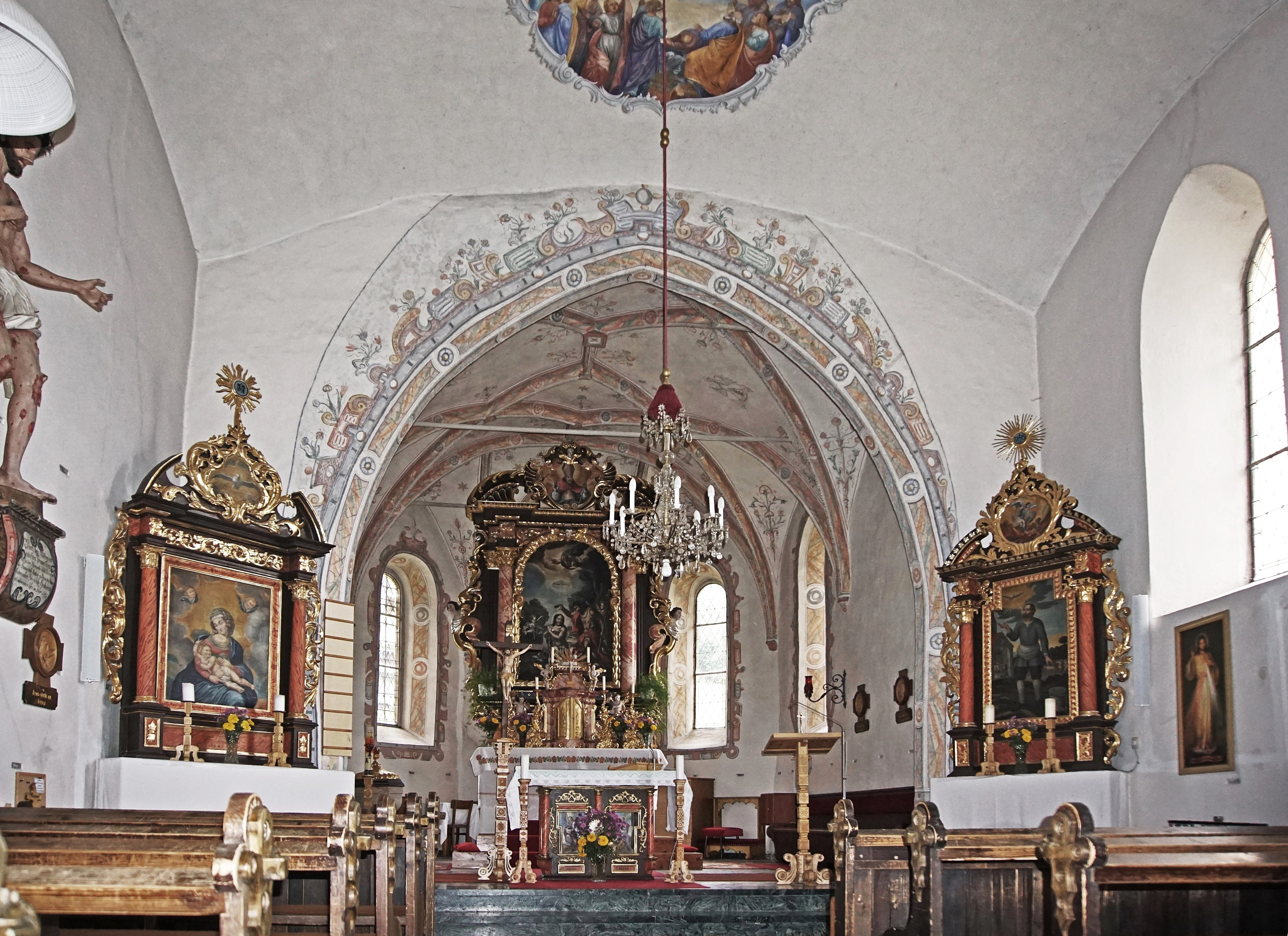
Langhaus, Blick zum Chor

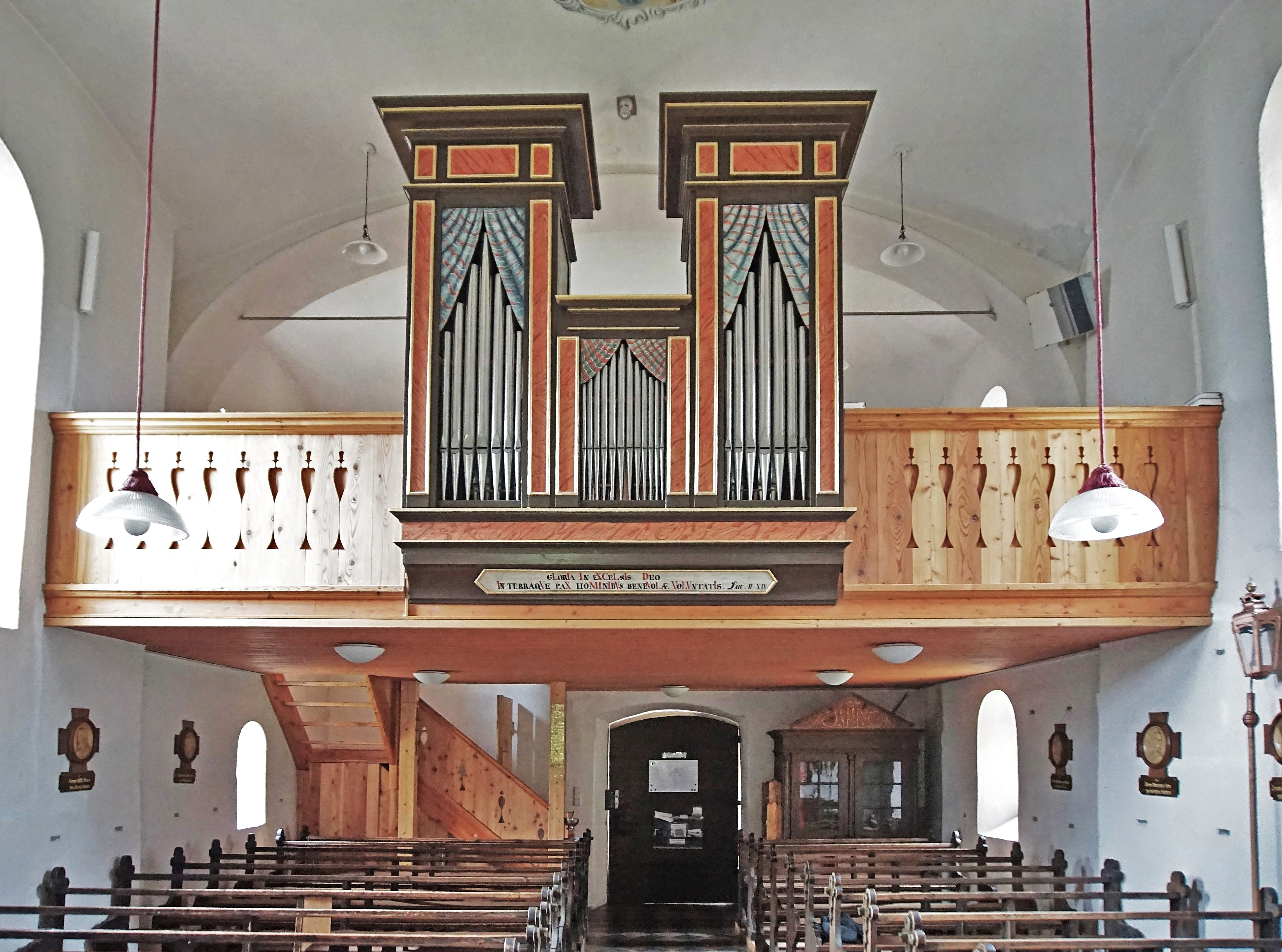
Weite Orgelempore

Die Pfarrkirche Kaning steht in der Siedlung Kaning in der Stadtgemeinde Radenthein im Bezirk Spittal an der Drau in Kärnten in Österreich. Die auf den heiligen Johannes der Täufer geweihte römisch-katholische Pfarrkirche gehört zum Dekanat Gmünd-Millstatt in der Diözese Gurk-Klagenfurt. Die Kirche und der Friedhof stehen unter Denkmalschutz (Listeneintrag).

## Geschichte
Die Kirche wurde 1445/1455 urkundlich genannt. 1969/1970 war eine Restaurierung.

## Architektur
Der kleine spätgotische Kirchenbau hat am Langhaus einfache abgetreppte Strebepfeiler, der Chor schließt mit einem Fünfachtelschluss. Der mächtige nördliche Turm trägt einen hohen Spitzgiebelhelm. Das profilierte Westportal ist spitzbogig, daneben ist ein spätgotisches Weihwasserbecken. Das südliche Seitenportal hat ein profiliertes Gewände und einen geraden Sturz. An der südlichen Chorwand zeigt sich ein großes bemerkenswertes Fresko des Christophorus in einer Renaissance-Säulenädikula mit 1515 Urban Görtschacher zugeschrieben.
Das Kircheninnere zeigt sich als dreijochiges Langhaus mit Schwibbögen und Flachgewölben wegen einer anfänglichen Flachdecke. Das westliche Joch ist eine barocke Erweiterung. Die hölzerne Orgelempore über zwei Säulen aus 1852 nimmt die westliche Hälfte des Saalraumes ein. Das Langhaus hat neben spitzbogigen auch barocke rundbogige Fenster.
Malereien am spitzbogigen Triumphbogen und um die rundbogigen Chorfenster zeigen Rollwerkmotive um 1600. Der weiträumige Chor hat ein Netzrippengewölbe über abgegrateten Diensten und Schlusssteinen mit Wappen, die Gewölbefelder und Rippen zeigen eine spätgotische Bemalung um 1500 mit Ranken und Evangelistensymbolen. In der Nordwand des Chores befindet sich eine spätgotische Sakramentsnische mit Kielbogenrahmung, das spätgotische Sakristeiportal hat ein rundbogiges profiliertes Gewände und eine eisenbeschlagene Tür.

## Ausstattung
Der Hochaltar mit 1670  zeigt das Bild Taufe Christi, der Tabernakel ist aus dem 18. Jahrhundert. Der linke Seitenaltar aus dem Anfang des 18. Jahrhunderts zeigt das Bild Maria mit Kind von Johann Tronigger 1856, der rechte Seitenaltar aus dem Anfang des 18. Jahrhunderts zeigt das Bild hl. Isidor aus dem 18. Jahrhundert. In der Sakramentsnische steht die geschnitzte Figur Johanneshaupt aus dem Ende des 15. Jahrhunderts. An der nördlichen Langhauswand befindet sich die Konsolfigur Schmerzensmann 1734 und renoviert 1822.
Der Taufstein ist spätgotisch.
Die Orgel baute Bartholomäus Hörbiger 1852 bzw. laut Chronogramm 1861.